# Václav Davídek (historik)
Václav Davídek (23. dubna 1913 Lipnice u Spáleného Poříčí – 6. března 1993 Praha) byl český archivář, autor genealogických a regionálních spisů z oblasti Těšínska a Spáleného Poříčí.

## Život
Václava Davídka, archiváře a historika, přivedl na Kladensko sňatek, protože se přiženil do Trněného Újezda, místní části obce Zákolany. Už jako student psal recenze na knihy týkající se regionální historie Kladenska, například na knihu od Josefa Mottla Kladno, město a statek v pražském kraji nebo Bartůňkovy Náboženské dějiny Kladna. Po studiích začal pracovat ve Státním zemědělském archivu, přičemž jedním z jeho pracovišť byl i zámek v Buštěhradě. Spojení s rodištěm jeho manželky ho zákonitě přivedlo k hlubokému zájmu o Budeč, o níž psal od roku 1944. Jeho díla, zvláště kniha Co bylo před Prahou, se setkala s kritikou některých předních českých historiků.[zdroj⁠?!]

## Publikace
- Pozdrav z Budče. Praha 1944
- Vévodská Budeč. 1945
- Sláva svatováclavské Budče. Poutník svatováclavský, 1948, s. 95–101;
- Tisíciletý demografický vývoj ve středočeských farnostech Budeč a Koleč. Demografie II, 1969, s. 338–350.
- Nález mince a datování mariánského kostelíka na Budči. Numismatické listy III, 1948, s. 48;
- Co bylo před Prahou. Vyšehrad, Praha 1971.
- Osídlení Těšínska Valachy: Studie podle urbářů panství z let 1577, 1621, 1692 a 1755.